# Aloe philippei
Aloe philippei é uma espécie de liliopsida do gênero Aloe, pertencente à família Asphodelaceae.